# Теорія масового обслуговування
Теорія масового обслуговування, або теорія черг (англ. queueing theory), — розділ теорії ймовірностей, метою досліджень якого є раціональний вибір структури системи обслуговування та процесу обслуговування на основі вивчення потоків вимог на обслуговування, що надходять у систему і виходять з неї, тривалості очікування і довжини черг. У теорії масового обслуговування використовуються методи теорії ймовірностей та математичної статистики.

## Історія
Перші задачі теорії масового обслуговування (ТМО) були розглянуті співробітником Копенгагенської телефонної компанії Агнером Ерлангом у період між 1908 і 1922 роками. Стояло завдання упорядкувати роботу телефонної станції і заздалегідь розрахувати якість обслуговування споживачів залежно від числа використовуваних пристроїв.
Є телефонний вузол (обслуговуючий прилад), на якому телефоністки час від часу з'єднують окремі номери телефонів один з одним. Системи масового обслуговування (СМО) можуть бути двох видів: з очікуванням і без очікування (тобто з втратами). У першому випадку виклик (вимога, заявка), що прийшов на станцію в момент, коли зайнята потрібна лінія, залишається чекати моменту з'єднання. У другому випадку він «залишає систему» і не вимагає турбот СМО.

## Потік

### Однорідний потік
Потік заявок однорідний, якщо:
- всі заявки рівноправні,
- розглядаються тільки моменти часу надходження заявок, тобто факти заявок без уточнення деталей кожної конкретної заявки.

### Потік без післядії
Потік без післядії, якщо число подій за будь-який інтервал часу ({\displaystyle t}, {\displaystyle t+x}) не залежить від числа подій на будь-якому іншому ({\displaystyle t}, {\displaystyle t+x}) інтервалі часу.

### Стаціонарний потік
Потік заявок стаціонарний , якщо ймовірність появи n подій на інтервалі часу ({\displaystyle t}, {\displaystyle t+x}) не залежить від часу {\displaystyle t}, а залежить тільки від довжини цієї ділянки.

### Найпростіший потік
Однорідний стаціонарний потік без післядії є найпростішим або пуассонівським потоком.
Число {\displaystyle n\,} подій такого потоку, що випадають на інтервал {\displaystyle x}, розподілено за законом Пуассона:
{\displaystyle P(n,x)={\frac {(\lambda x)^{n}e^{-\lambda x}}{n!}}}
Пуассонівський потік заявок зручний при вирішенні завдань ТМО. Щиро кажучи, найпростіші потоки рідкісні на практиці, проте багато потоків, що моделюються, припустимо розглядати як найпростіші.

## Миттєва щільність
Миттєва щільність (інтенсивність) потоку дорівнює границі відношення середнього числа подій, що припадають на елементарний інтервал часу ({\displaystyle t}, {\displaystyle t+x}) до довжини інтервалу часу ({\displaystyle x}), коли останній прямує до нуля.
{\displaystyle \lambda (t)=\lim _{x\to 0}\left({\frac {M(t+x)-M(t)}{x}}\right)}
або, для найпростішого потоку,
{\displaystyle \lambda ={\frac {M(x)}{x}}}
де {\displaystyle M(x)} дорівнює математичному очікуванню числа подій на інтервалі {\displaystyle x}.

## Формула Літтла
Середнє число заявок у системі дорівнює добутку інтенсивності вхідного потоку на середній час перебування заявки в системі.
{\displaystyle ~N^{*}=\lambda T}
У 1961 році професор Массачусетського Технологічного Інституту Джон Літтл довів, що це твердження, відоме як закон Літтла діє у кожній системі черг, якщо досліджувати її достатньо довго.